# Luigi d’Aragona

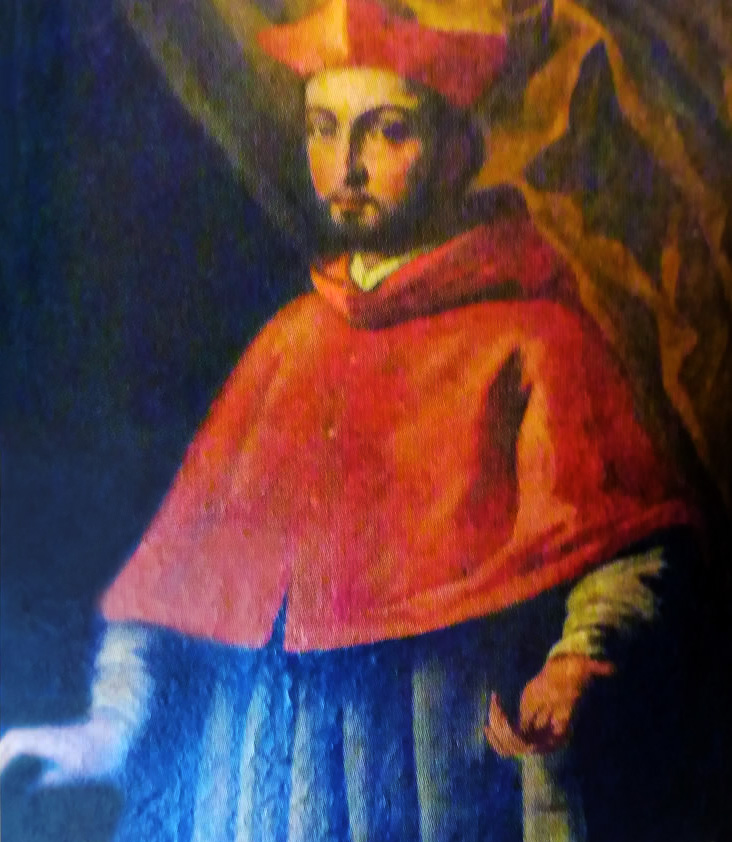
Kardinal Luigi d’Aragona (Bild zw. 1500 und 1519)

Luigi d’Aragona (* 7. September 1474 in Neapel; † 21. Januar 1519 in Rom) war ein Kardinal der katholischen Kirche und Neffe von Ferdinand I. von Neapel.

## Leben
Nachdem Papst Alexander VI. d’Aragona im Mai 1494 zum Kardinal in pectore erhoben hatte, veröffentlichte er seinen Namen am 19. Februar 1496 und erhob ihn im März zum Kardinaldiakon der Titelkirche Santa Maria in Cosmedin. Vom 26. September 1508 bis zum 25. Mai 1517 war zugleich Inhaber der Titelkirche Santa Maria in Aquiro.
In den folgenden Jahren war er Inhaber zahlreicher Bistümer:
- Apostolischer Administrator des Bistums Lecce, Italien (10. Dezember 1498 bis zum 24. März 1502)
- Apostolischer Administrator des Bistums Policastro, Italien (1501 bis 1504)
- Apostolischer Administrator des Bistums Aversa, Italien (10. März 1501 bis 21. Mai 1515)
- Apostolischer Administrator des Bistums Capaccio, Italien (20. Januar 1503 bis 22. März 1514)
- Apostolischer Administrator des Bistums Cava, Italien (1511 bis 5. Mai 1514)
- Apostolischer Administrator des Bistums Cádiz, Spanien (10. Februar 1511 bis 6. Juni 1511)
- Apostolischer Administrator des Bistums León, Spanien (6. Juni 1511 bis 17. Dezember 1516)
- Bischof von Alessano, Italien (18. Mai 1517 bis 17. Mai 1518)
- Apostolischer Administrator des Bistums Nardò, Italien (17. Juni 1517)